# Mosopia magniplaga
Mosopia magniplaga är en fjärilsart som beskrevs av Swinhoe 1905. Mosopia magniplaga ingår i släktet Mosopia och familjen nattflyn. Inga underarter finns listade i Catalogue of Life.